# Olympische Sommerspiele 1976/Leichtathletik – 10.000 m (Männer)
Der 10.000-Meter-Lauf der Männer bei den Olympischen Spielen 1976 in Montreal wurde am 23. und 26. Juli 1976 im Olympiastadion Montreal ausgetragen. 41 Athleten nahmen teil.
Es gewann der der finnische Olympiasieger von 1972, Lasse Virén. Der Portugiese Carlos Lopes errang die Silbermedaille, die Bronzemedaille ging an den Briten Brendan Foster.
Für die Bundesrepublik Deutschland startete Detlef Uhlemann, der im Vorlauf scheiterte.

Läufer aus der DDR, der Schweiz, Österreich und Liechtenstein nahmen nicht teil.

## Bestehende Rekorde
| Weltrekord         | 27:30,8 min  | David Bedford ( Großbritannien) | London, Großbritannien            | 13. Juli 1973     |
| Olympischer Rekord | 27:38,35 min | Lasse Virén ( Finnland)         | Finale OS München, BR Deutschland | 3. September 1972 |

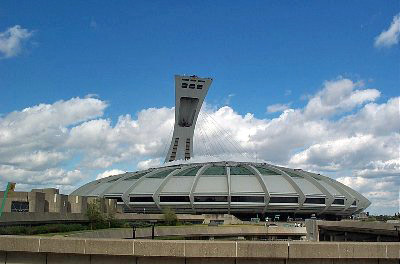
Das Olympiastadion in Montreal

Der bestehende olympische Rekord wurde bei diesen Spielen nicht erreicht. Im schnellsten Rennen, dem Finale, verfehlte Olympiasieger Lasse Virén seinen eigenen Rekord allerdings nur um 2,03 Sekunden. Zum Weltrekord fehlten ihm 9,58 Sekunden.

## Durchführung des Wettbewerbs
Die Athleten traten am 23. Juli zu drei Vorläufen an. Die jeweils vier Laufbesten – hellblau unterlegt – und die nachfolgend vier Zeitschnellsten erreichten das Finale am 26. Juli.
Anmerkung:

Sowohl im offiziellen Bericht als auch in der Datenbank SportsReference ist vermerkt, dass sich neben den vier Laufbesten die nachfolgend drei Zeitschnellsten für das Finale qualifizierten. Faktisch waren im Finalfeld dann neben den direkt qualifizierten Läufern die danach vier Zeitschnellsten, insgesamt also sechzehn Läufer, vertreten. Wurden hier evtl. die auf Zehntelsekunden gerundeten Zeitwerte verwendet? Dann wären tatsächlich die – nach den direkt qualifizierten Athleten – dritt- und viertschnellsten Läufer zeitgleich gewesen:
- Karel Lismont 28:17,45 min, gerundet 28:17,5 min
- Chris Wardlaw 28:17,52 min, gerundet 28:17,5 min.

## Zeitplan
23. Juli, 17:40 Uhr: Vorläufe

26. Juli, 17:05 Uhr: Finale
Anmerkung:
Alle Zeiten sind in Ortszeit Montreal (UTC−5) angegeben.
Die direkt qualifizierten Athleten sind, die übrigen hellgrün.

## Vorrunde
Datum: 23. Juli 1976, ab 17:40 Uhr

### Vorlauf 1
| Platz | Name                | Nation         | Zeit         |
| ----- | ------------------- | -------------- | ------------ |
| 1     | Carlos Lopes        | Portugal       | 28:04,53 min |
| 2     | Jean-Paul Gomez     | Frankreich     | 28:10,52 min |
| 3     | Mariano Haro        | Spanien        | 28:11,66 min |
| 4     | Jos Hermens         | Niederlande    | 28:16,07 min |
| 5     | David Fitzsimons    | Australien     | 28:16,43 min |
| 6     | Bernie Ford         | Großbritannien | 28:17,26 min |
| 7     | Karel Lismont       | Belgien        | 28:17,45 min |
| 8     | Martti Vainio       | Finnland       | 28:26,60 min |
| 9     | Dušan Janićijević   | Jugoslawien    | 28:48,87 min |
| 10    | Ed Mendoza          | USA            | 29:02,97 min |
| 11    | Víctor Mora         | Kolumbien      | 30:26,57 min |
| 12    | Chris McCubbins     | Kanada         | 33:33,35 min |
| 13    | Charles Olemus      | Haiti          | 42:00,11 min |
| DNS   | Abdelaziz Bouguerra | Tunesien       |              |
| DNS   | Michail Kousis      | Griechenland   |              |

### Vorlauf 2
| Platz | Name                   | Nation         | Zeit         |
| ----- | ---------------------- | -------------- | ------------ |
| 1     | Marc Smet              | Belgien        | 28:22,07 min |
| 2     | Brendan Foster         | Großbritannien | 28:22,19 min |
| 3     | Knut Børø              | Norwegen       | 28:23,07 min |
| 4     | Ilie Floroiu           | Rumänien       | 28:23,40 min |
| 5     | Franco Fava            | Italien        | 28:24,80 min |
| 6     | Craig Virgin           | USA            | 28:30,22 min |
| 7     | Edmundo Warnke         | Chile          | 28:43,63 min |
| 8     | Hari Chand             | Indien         | 28:48,72 min |
| 9     | Eddie Leddy            | Irland         | 28:55,49 min |
| 10    | Domingo Tibaduiza      | Kolumbien      | 29:28,17 min |
| 11    | Rodolfo Gómez          | Mexiko         | 30:05,19 min |
| 12    | Pierre Lévisse         | Frankreich     | 30:07,84 min |
| DNF   | Raja Faradj Al-Shalawi | Saudi-Arabien  |              |
| DNF   | Pekka Päivärinta       | Finnland       |              |
| DNS   | Abdelkader Zaddem      | Tunesien       |              |

Im zweiten Vorlauf ausgeschiedene Läufer:

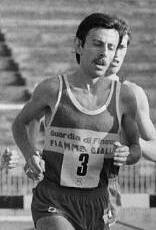
Franco Fava – Rang fünf
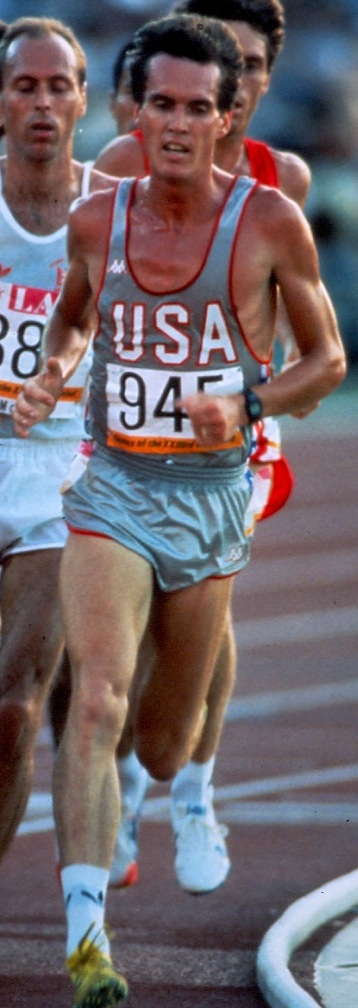
Craig Virgin – Rang sechs
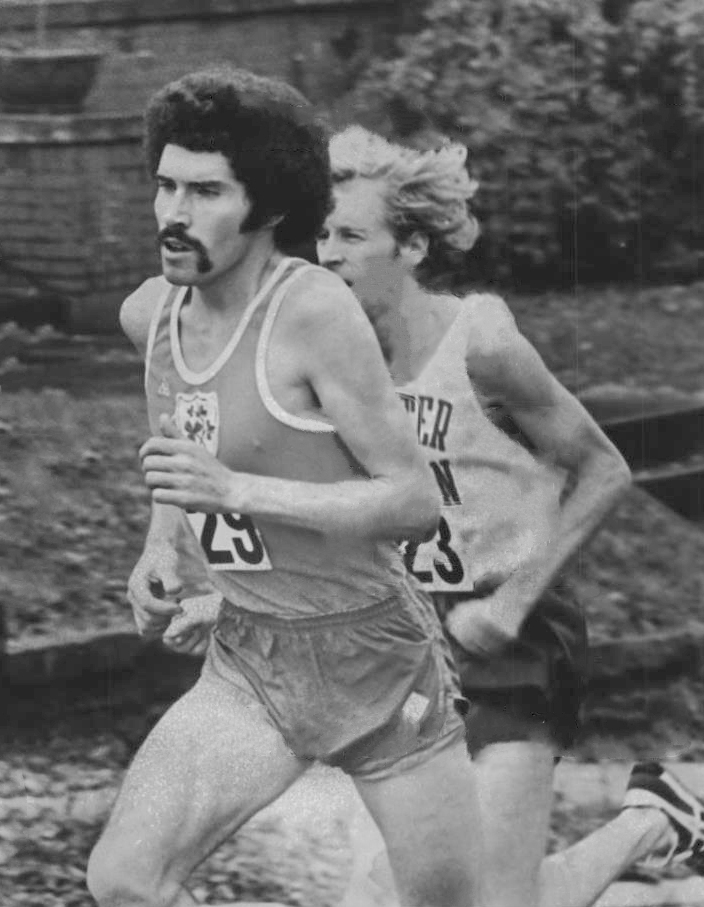
Eddie Leddy (links) – Rang neun
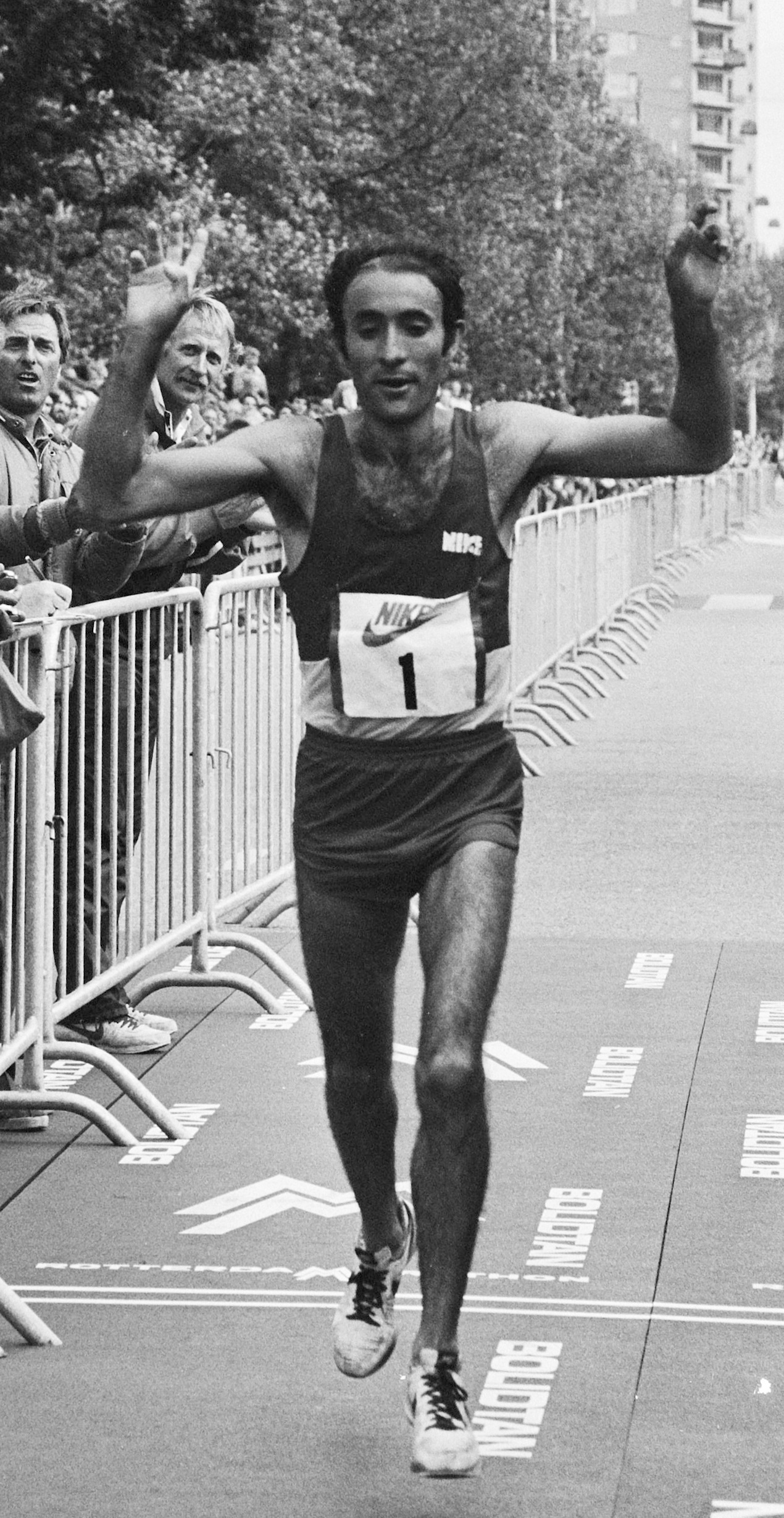
Rodolfo Gómez – Rang elf

### Vorlauf 3

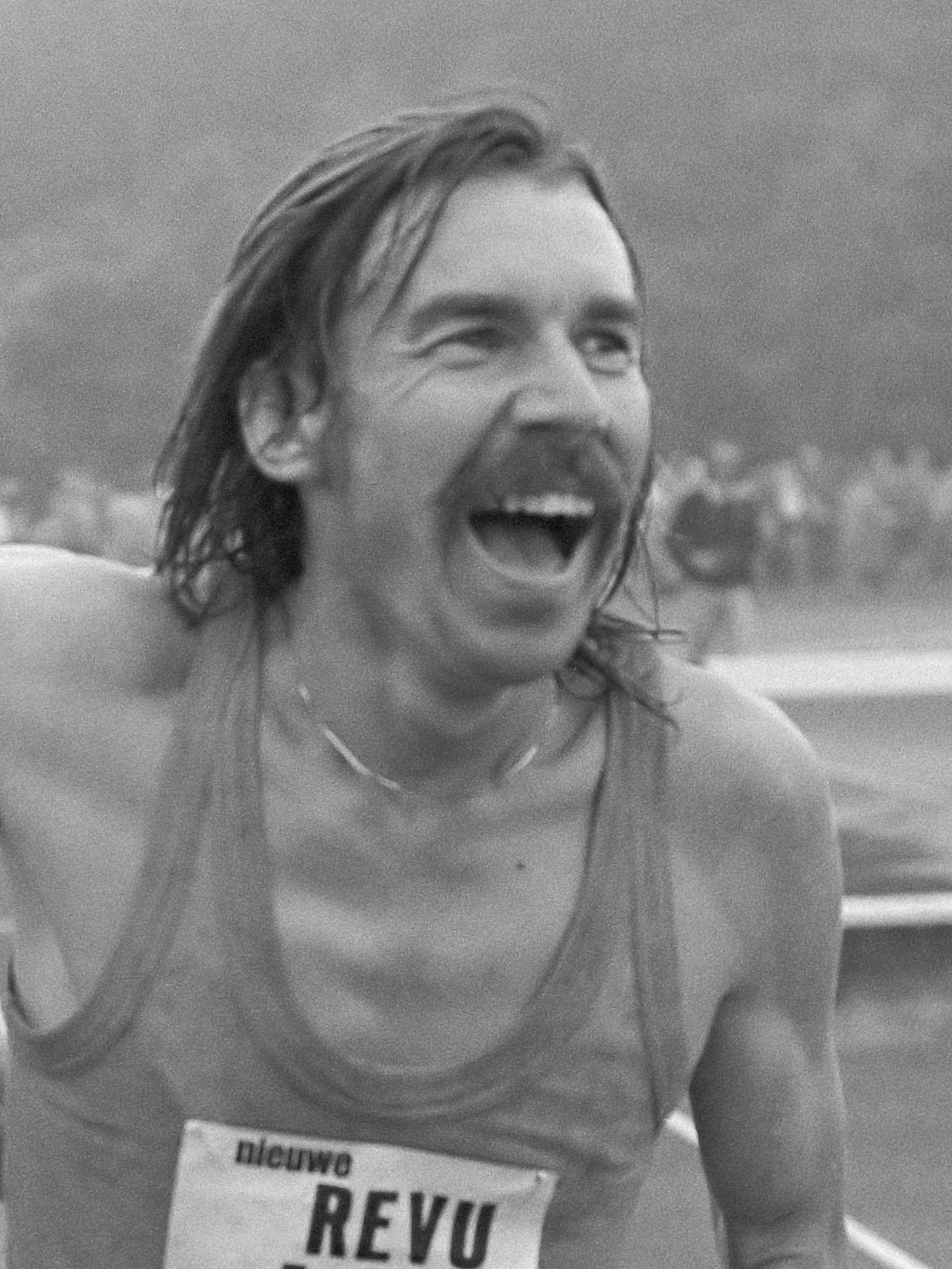
Dick Quax – vier Tage später Olympiazweiter über 5000 m – schied als Neunter des dritten Vorlaufs aus

| Platz | Name               | Nation          | Zeit         |
| ----- | ------------------ | --------------- | ------------ |
| 1     | Tony Simmons       | Großbritannien  | 28:01,24 min |
| 2     | Garry Bjorklund    | USA             | 28:12,24 min |
| 3     | Lasse Virén        | Finnland        | 28:14,95 min |
| 4     | Emiel Puttemans    | Belgien         | 28:15,52 min |
| 5     | Chris Wardlaw      | Australien      | 28:17,52 min |
| 6     | Detlef Uhlemann    | BR Deutschland  | 28:29,28 min |
| 7     | Toshiaki Kamata    | Japan           | 28:36,21 min |
| 8     | Luis Hernández     | Mexiko          | 28:44,17 min |
| 9     | Dick Quax          | Neuseeland      | 28:56,92 min |
| 10    | Dan Shaughnessy    | Kanada          | 29:26,96 min |
| 11    | Lucien Rault       | Frankreich      | 29:40,76 min |
| 12    | José Luis Ruiz     | Spanien         | 31:03,43 min |
| 13    | Hossein Rabbi      | Iran            | 31:44,27 min |
| 14    | Tau John Tokwepota | Papua-Neuguinea | 32:26,96 min |
| DNS   | Mohamed Gammoudi   | Tunesien        |              |

## Finale

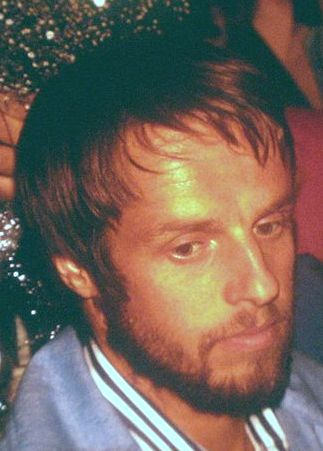
Lasse Virén – erstes Gold in Montreal, nach seinem Doppelsieg vor vier Jahren

Datum: 26. Juli 1976, 17:05 Uhr
| Platz | Name             | Nation         | Zeit         |
| ----- | ---------------- | -------------- | ------------ |
| 1     | Lasse Virén      | Finnland       | 27:40,38 min |
| 2     | Carlos Lopes     | Portugal       | 27:45,17 min |
| 3     | Brendan Foster   | Großbritannien | 27:54,92 min |
| 4     | Tony Simmons     | Großbritannien | 27:56,26 min |
| 5     | Ilie Floroiu     | Rumänien       | 27:59,93 min |
| 6     | Mariano Haro     | Spanien        | 28:00,28 min |
| 7     | Marc Smet        | Belgien        | 28:02,80 min |
| 8     | Bernie Ford      | Großbritannien | 28:17,78 min |
| 9     | Jean-Paul Gomez  | Frankreich     | 28:24,07 min |
| 10    | Jos Hermens      | Niederlande    | 28:25,04 min |
| 11    | Karel Lismont    | Belgien        | 28:26,48 min |
| 12    | Chris Wardlaw    | Australien     | 28:29,91 min |
| 13    | Garry Bjorklund  | USA            | 28:38,08 min |
| 14    | David Fitzsimons | Australien     | 29:17,74 min |
| DNF   | Knut Børø        | Norwegen       |              |
| DNF   | Emiel Puttemans  | Belgien        |              |

Bedingt durch den Boykott vieler afrikanischer Staaten, insbesondere Kenias und Äthiopiens, fielen wichtige Mitfavoriten und Gegner für den mit Blutdopingvorwürfen konfrontierten Doppelolympiasieger von 1972 Lasse Virén weg. So war es etwas leichter für ihn, das Double der Siege über 5000/10.000 Meter zu wiederholen. Nach seinen Olympiasiegen von München war Virén nicht mehr mit vergleichbaren herausragenden Leistungen hervorgetreten. So hatte er bei der Europameisterschaft 1974 die Plätze drei (5000 Meter) und sieben (10.000 Meter) belegt. Auch ohne die Afrikaner hatte er es mit einer hochkarätigen Gegnerschaft zu tun. Dazu zählten vor allem die beiden Briten Brendan Foster, Europameister 1974 über 5000 Meter, und Tony Simmons, Vizeeuropameister 1974 über 10.000 Meter, sowie der Portugiese Carlos Lopes.
Das Finalrennen wurde nach acht Runden vom Portugiesen Lopes bestimmt, der hier die Führungsarbeit übernahm. Das Feld fiel mehr und mehr auseinander, Lopes legte ein hohes Tempo vor. Neun Runden vor dem Ziel gab es eine vierköpfige Spitzengruppe mit allen Favoriten, d. h. Lopes, Simmons, Virén und Foster. Die Lücke zu den Verfolgern war allerdings noch klein. Es folgten der Rumäne Ilie Floroiu und mit einem weiteren kleinen Abstand der Belgier Marc Smet sowie der Spanier Mariano Haro. Bei etwa 7000 Metern forcierte Lopes noch einmal. Sofort stieß Virén in das entstehende Loch und heftete sich an die Fersen des Portugiesen. Auch Foster fand noch einmal Anschluss. Diese drei setzten sich nun von den Verfolgern ab. Allerdings hatte der Brite Mühe, Virén und Lopes zu folgen, und es entstand eine Lücke. Hinter den drei Führenden hatte sich eine Viererverfolgergruppe gebildet, bestehend aus Simmons, Floroiu, Smet und Haro. Auf den letzten beiden Kilometern verlor Foster endgültig den Kontakt zu den beiden Führenden, hielt jedoch auch die Verfolgergruppe auf Abstand. Schon etwa 450 Meter vor dem Ziel zog Virén einen langen Spurt an, dem Lopes nichts mehr entgegenzusetzen hatte. So tat Lasse Virén den ersten Schritt zur Wiederholung seines Doubles von München. Carlos Lopes gewann die Silber-, Brendan Foster die Bronzemedaille. Tony Simmons war aus der inzwischen aufgelösten Vierergruppe noch nahe an seinen Landsmann herangekommen und belegte Platz vier vor Ilie Floroiu und Mariano Haro.
Carlos Lopes gewann die erste Medaille für Portugal in der olympischen Leichtathletik.

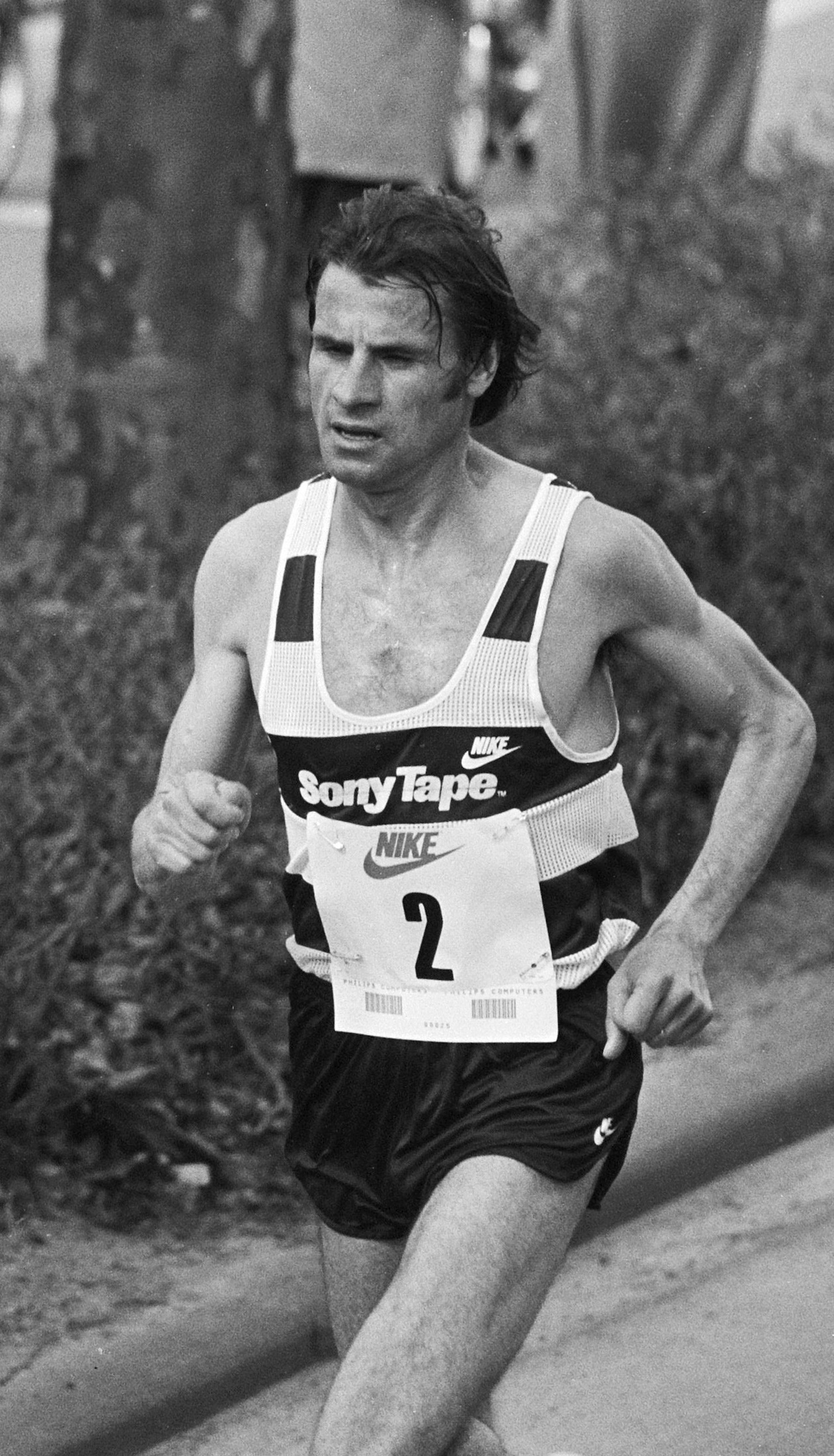
Silbermedaillengewinner Carlos Lopes
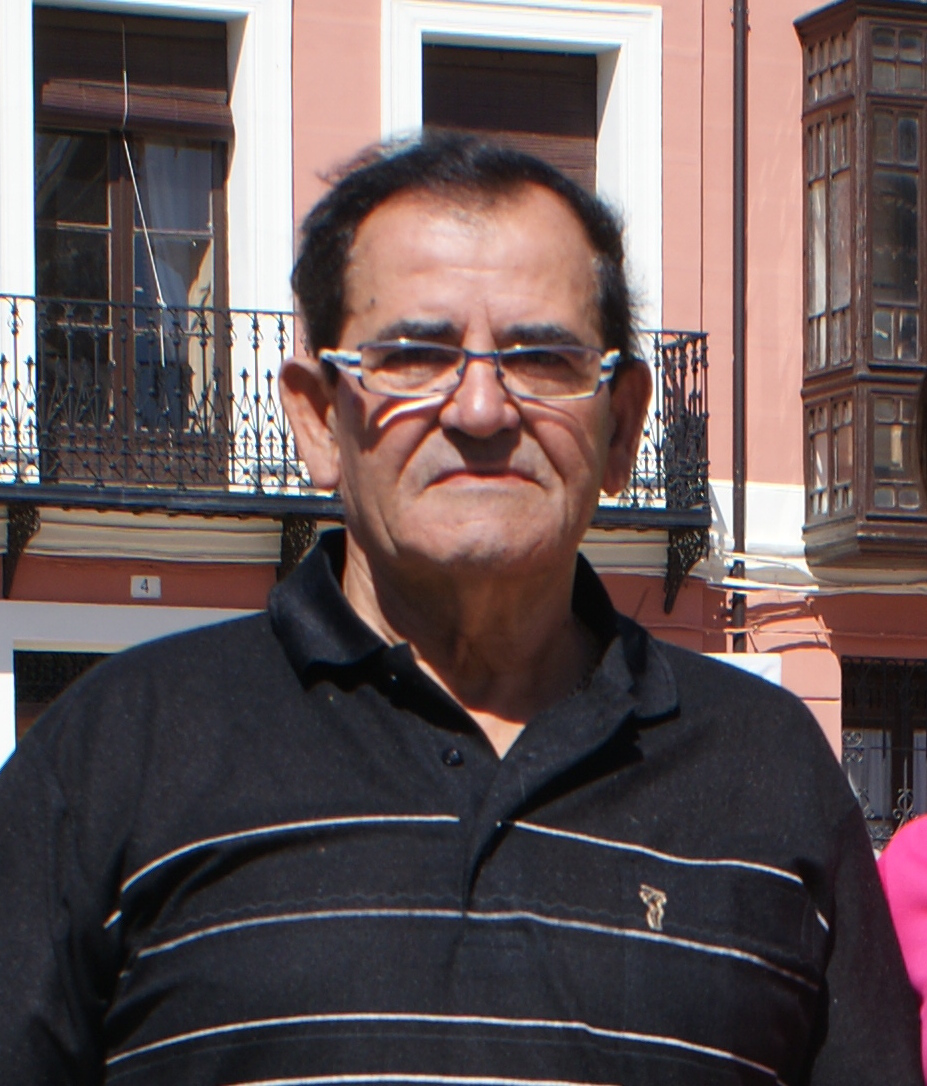
Mariano Haro belegte Rang sechs
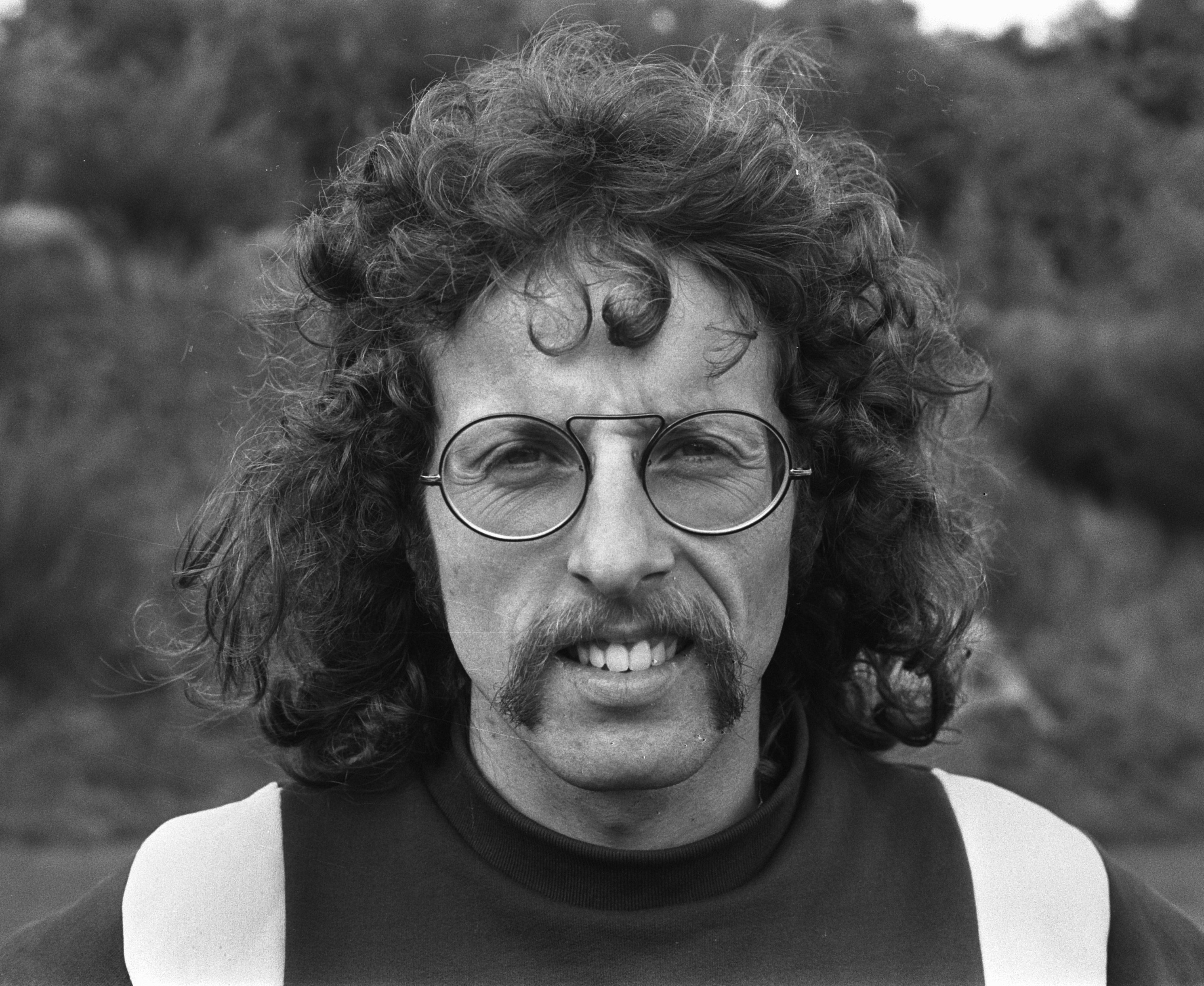
Der zehntplatzierte Jos Hermens

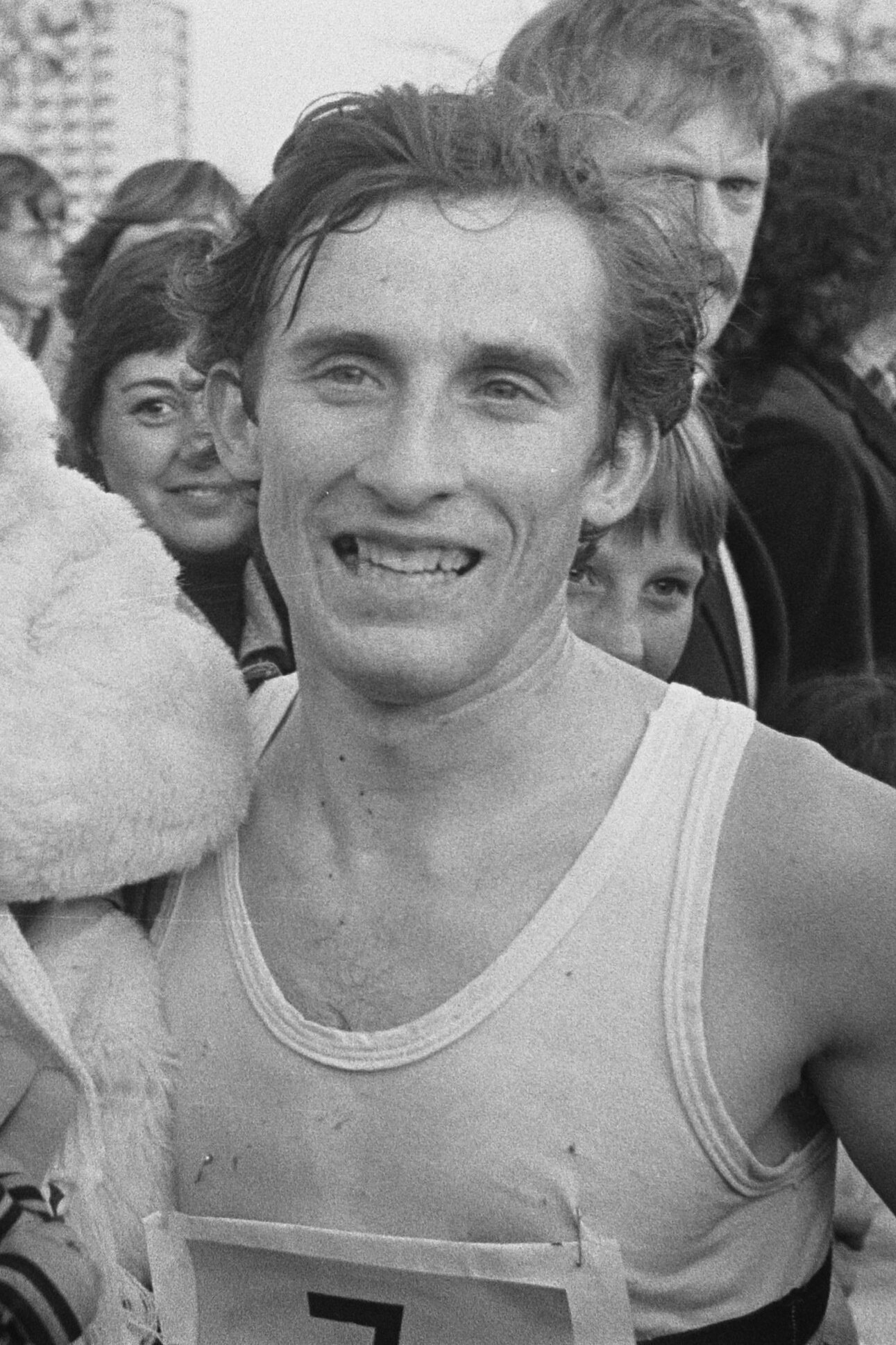
Rang elf für Karel Lismont – fünf Tage später Bronzemedaillengewinner im Marathonlauf
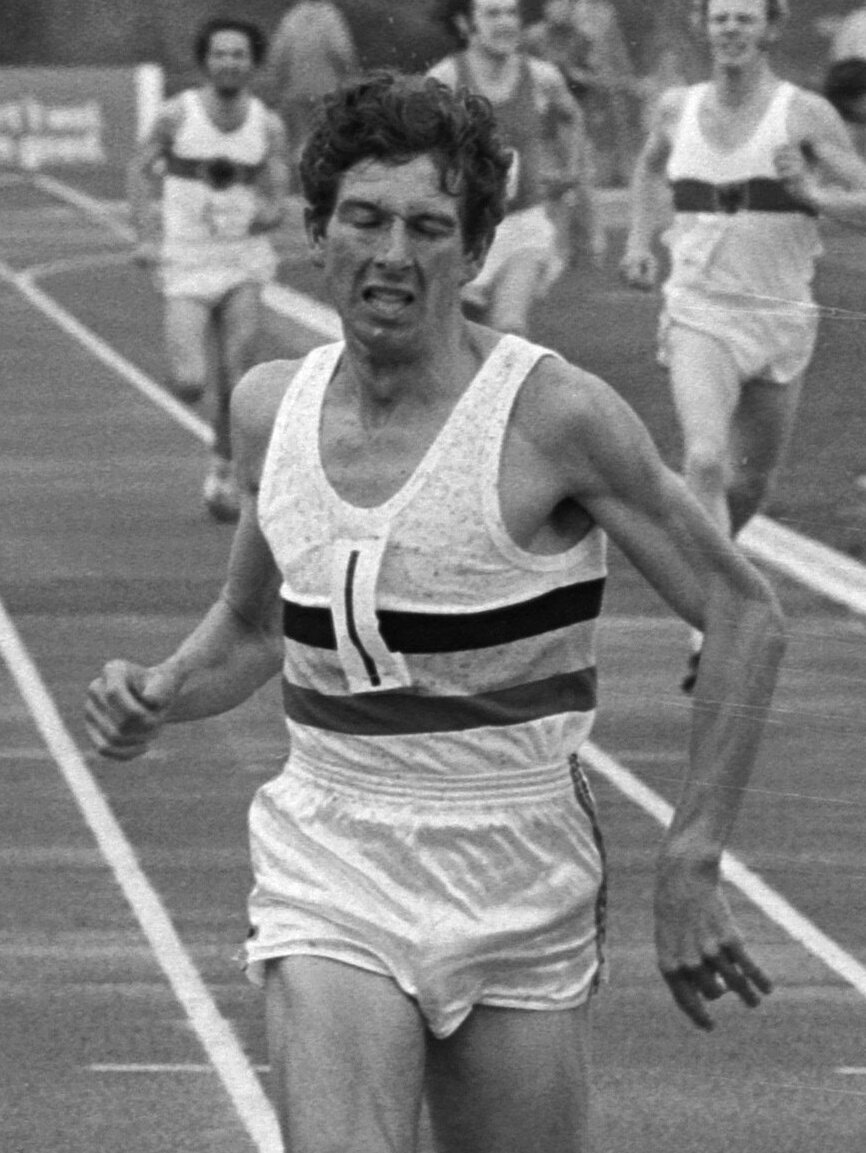
Emiel Puttemans erreichte nicht das Ziel

## Video
- 1976 Olympics 10000m, veröffentlicht am 20. Dezember 2007 auf youtube.com, abgerufen am 13. Dezember 2017